# أسوكا تانو
أسوكا تانو هي شخصية خيالية في سلسلة حرب النجوم، ظهرت لأول مرة في فيلم حرب النجوم: حرب المستنسخين.